# Damon Lindelof
Damon L. Lindelof (Teaneck, Nueva Jersey; 24 de abril de 1973) es un productor ejecutivo y guionista de cine y televisión estadounidense. Es uno de los co-creadores, productores y guionistas principales de la serie Lost. Además de ser el cocreador de la serie de televisión The Leftovers para HBO, adaptada de la novela de Tom Perrotta. 
En 2019 desempeñó el papel de creador, productor y guionista de la adaptación de la serie de cómics, Watchmen, para la cadena estadounidense HBO.

## Biografía laboral
En la universidad fue miembro del grupo musical Petting Zoo. Después, Lindelof escribió y produjo Crossing Jordan y ha escrito para Nash bridges, Wasteland y la serie de antología Undressed (MTV). Anteriormente revisó guiones para Paramount, FOX y Alan Ladd Studios.
Se autoproclama fan de Stephen King, por lo que ha añadido guiños y referencias de él en Lost y The dark tower. Actualmente, Lindelof está produciendo el cómic Ultimate Wolverine vs. Hulk para Marvel Comics.
En 2013, cocreó la serie de televisión The Leftovers con Tom Perrotta basada en la novela de Perrotta del mismo nombre para HBO. También ejerció como showrunner y productor ejecutivo durante las tres temporadas de la serie.

## Créditos de producción
| Año       | Título                            | Guionista | Productor |
| --------- | --------------------------------- | --------- | --------- |
| 1999      | Wasteland                         | Sí        | No        |
| 1999      | Undressed                         | Sí        | No        |
| 2000–2001 | Nash Bridges                      | Sí        | No        |
| 2001–2004 | Crossing Jordan                   | Sí        | Sí        |
| 2004–2010 | Lost                              | Sí        | Sí        |
| 2007–2008 | Lost: Missing Pieces              | Sí        | Sí        |
| 2008      | Lost: Via Domus                   | Sí        | No        |
| 2009      | Star Trek                         | No        | Sí        |
| 2010      | Ollie Klublershturf vs. the Nazis | Sí        | Sí        |
| 2011      | Cowboys & Aliens                  | Sí        | Sí        |
| 2012      | Prometheus (película)             | Sí        | Sí        |
| 2013      | Open Heart                        | No        | Sí        |
| 2013      | Star Trek Into Darkness           | Sí        | Sí        |
| 2013      | World War Z                       | Sí        | No        |
| 2014–2017 | The Leftovers                     | Sí        | Sí        |
| 2014      | Phineas y Ferb                    | Sí        | No        |
| 2015      | Tomorrowland                      | Sí        | Sí        |
| 2019      | Watchmen                          | Sí        | Sí        |
| 2020      | The Hunt                          | Sí        | Sí        |
| 2026      | Lanterns                          | Sí        | Sí        |